# Guaiazuleno
Guaiazulene, también azulon o 1,4-dimethyl-7-isopropylazulene, es un hidrocarburo sólido cristalino de color azul oscuro. Un derivado del azuleno, guaiazulene es un sesquiterpeno bicíclico que es un componente de algunos aceites esenciales , principalmente del aceite de guayaco y del aceite de manzanilla, que también sirven como sus fuentes comerciales. Varios corales blandos también contienen guaiazulene como un pigmento principal. Su punto de fusión bajo hace al guaiazuleno difícil de manejar, en contraste con la naturaleza cristalina del progenitor azuleno. La estructura electrónica (y colores) del guaiazulene y del azuleno son muy similares.

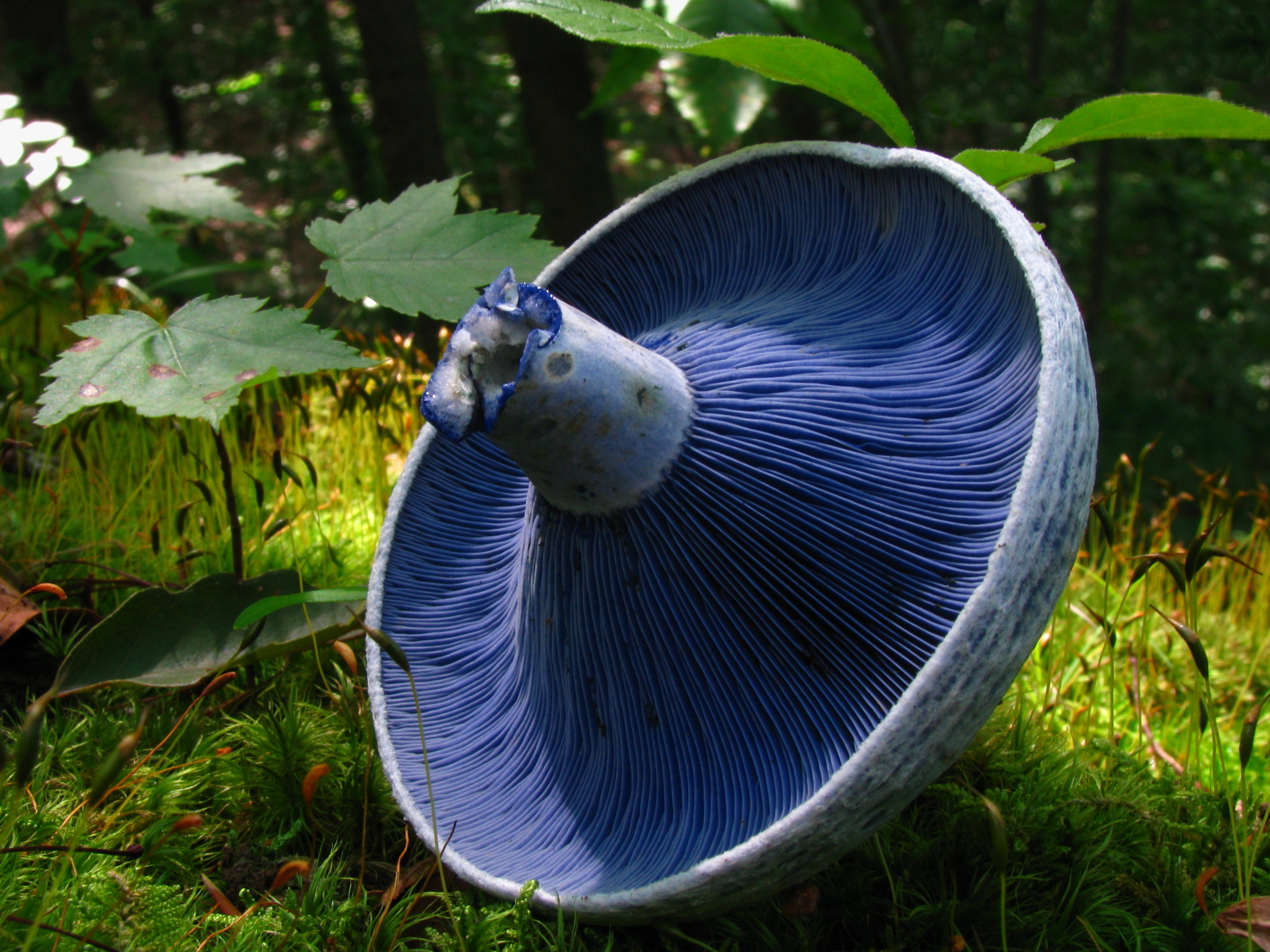
El color azul de la seta Lactarius indigo es debido a la derivada del guaiazulene (7-isopropenil-4-methylazulen-1-il) estearato de metilo.

## Aplicaciones
Guaiazuleno es un aditivo colorante cosmético aprobado por la U.S. FDA   Es - o su 3-sulfonato -  es un componente de algunos productos para el cuidado de la piel junto con otros compuestos calmantes de la piel tales como la alantoína.